# Laetitia Shériff
Laetitia Shériff est une musicienne rock française.

## Biographie
Élevée à Paris puis à Lille, elle commence à se produire en solo sur des textes de William Butler Yeats, poète qui lui a donné l'envie de chanter, puis se met à en écrire elle-même. Elle rencontre le guitariste Olivier Mellano (guitariste de Dominique A) avant d'être rejointe par le batteur Gaël Desbois (du groupe Mobiil). Elle s'installe à Rennes en 2003Le trio enregistre en 2004 le premier album de Laetitia, Codification, dont tous les textes sont en anglais. Ils partent ensuite pour une tournée qui les amène notamment au Printemps de Bourges et aux Vieilles Charrues.
En 2007, elle accompagne la compagnie de danse Hervé Koubi. Elle compose la musique du documentaire La communauté 28 d'Hélène Desplanques. Elle joue également comme bassiste dans le groupe Trunks. 
Elle prépare, toujours avec Olivier Mellano et Gaël Desbois, un deuxième album qui sort en mai 2008 sous le titre Games over chez Fargo Records où elle a signé avec son groupe. 
En juillet 2008, elle enregistre en solo guitare baryton et voix dans la chapelle Saint-Jacques à Vendôme un LP qui paraîtra en 2010 sous la forme d'un vinyle 9 titres accompagné d'un CD 13 titres chez Impersonal Freedom, le label de Thomas Poli.
En 2009, elle accompagne à la basse le chanteur et guitariste Piers Faccini, avec lequel elle part en tournée.
En 2012, elle enregistre le EP Where's my I.D ? qui sort en vinyle chez Impersonal Freedom. Elle joue de tous les instruments sur ce disque.
En 2014, elle publie un troisième album intitulé Pandemonium, Solace And Stars. On y retrouve le batteur Nicolas Courret (du groupe Eiffel), le guitariste, claviériste Thomas Poli, et la violoniste Carla Pallone (membre de Mansfield.TYA). On note également la participation de Pete Simonelli (membre du groupe américain Enablers) en introduction du titre Urbanism - After Goya. Suit une tournée qui amène le trio Shériff, Poli et Courret à jouer partout en France et notamment aux Eurockéennes de Belfort et aux Vieilles Charrues. Ils se produisent également en Belgique, Suisse, Allemagne, Canada.
En août 2015, le trio enregistre un EP 5 titres The Anticipation au studio Black Box. Il sort le 30 octobre en vinyle chez Yotanka et Impersonal Freedom.
À l'automne 2020 sort son 4e album Stillness chez Yotanka.
De fin 2024 à début 2025, elle participe à la pièce de théâtre Nous vous parlons d’amour..., mise en scène au Théâtre national de Bretagne (TNB) à Rennes. Les représentations débutent en février.